# Памятник студенту-программисту
Памятник студенту-программисту — скульптурная композиция, изображающая студента-программиста, который сидит на скамейке и работает на ноутбуке. Памятник расположен в городе Харьков возле центрального входа в Харьковский национальный университет радиоэлектроники.

## Описание
Автор скульптуры — Роман Блажко, дизайнер — Виктор Гончаренко. Длина лавки около 250 сантиметров, высота скульптуры — 150 сантиметров. Материал скульптуры — бронза, стоимость примерно 400 000 гривен.

## История
На создание памятника ушло четыре месяца, деньги были собраны на добровольных пожертвованиях. Университет провел довольно масштабную пиар-кампанию для сбора пожертвований на памятник, более половины всей суммы пожертвовали сотрудники и студенты университета. Прототипом студента для памятника стал сам скульптор.
Образ памятника — компьютерный гений, программист.
Официально объявлено, что данная скульптурная композиция называется «Студент», но в новостях в СМИ и интернете его очень часто называют «Памятник программисту», также часто используется симбиоз предыдущих вариантов — «Памятник студенту-программисту», и в связи с тем, что ноутбук — орудие труда всех современных студентов, образ подвергался критике со стороны представителей аппаратных специальностей на технических факультетах, где отмечали, что не хватает рядом паяльника или паяльной станции. Студенты и абитуриенты называют памятник студенту-программисту — Гена. 
Важным было сочетание эстетичности и практичности — на лавочке много свободного места, которое можно использовать.
5 октября 2010 года памятник уже был установлен но скрыт под тканью, а официальное открытие памятника произошло 8 октября 2010 года, дата была приурочена к 80-летию университета. Открывал памятник тогдашний ректор — Михаил Федорович Бондаренко. Ректор предложил ввести традицию: тереть тачпад ноутбука перед сессией на удачу. Но, как видно по памятнику, трут ему носок туфли. Также со скульптурой садятся рядом на лавочку и трут панель тачпада ноутбука.
Памятник студенту-программисту используют как ориентир для сбора абитуриентов или школьников.
Памятник участвовал в новогоднем челлендже Happy New Year 2021 NURE Challenge, организованом для школьников и студентов города Харькова. Суть акции была в создании креативной фотографии с памятником.
|  |